# Hermann Schreiber
Hermann Schreiber (n. 11 noiembrie 1909 – d. 12 aprilie 2003) a fost un sportiv ce a reprezentat Elveția, medaliat olimpic. A participat la o ediție a Jocurilor Olimpice (1936) în care a câștigat o medalie de aur.